# Senescència foliar

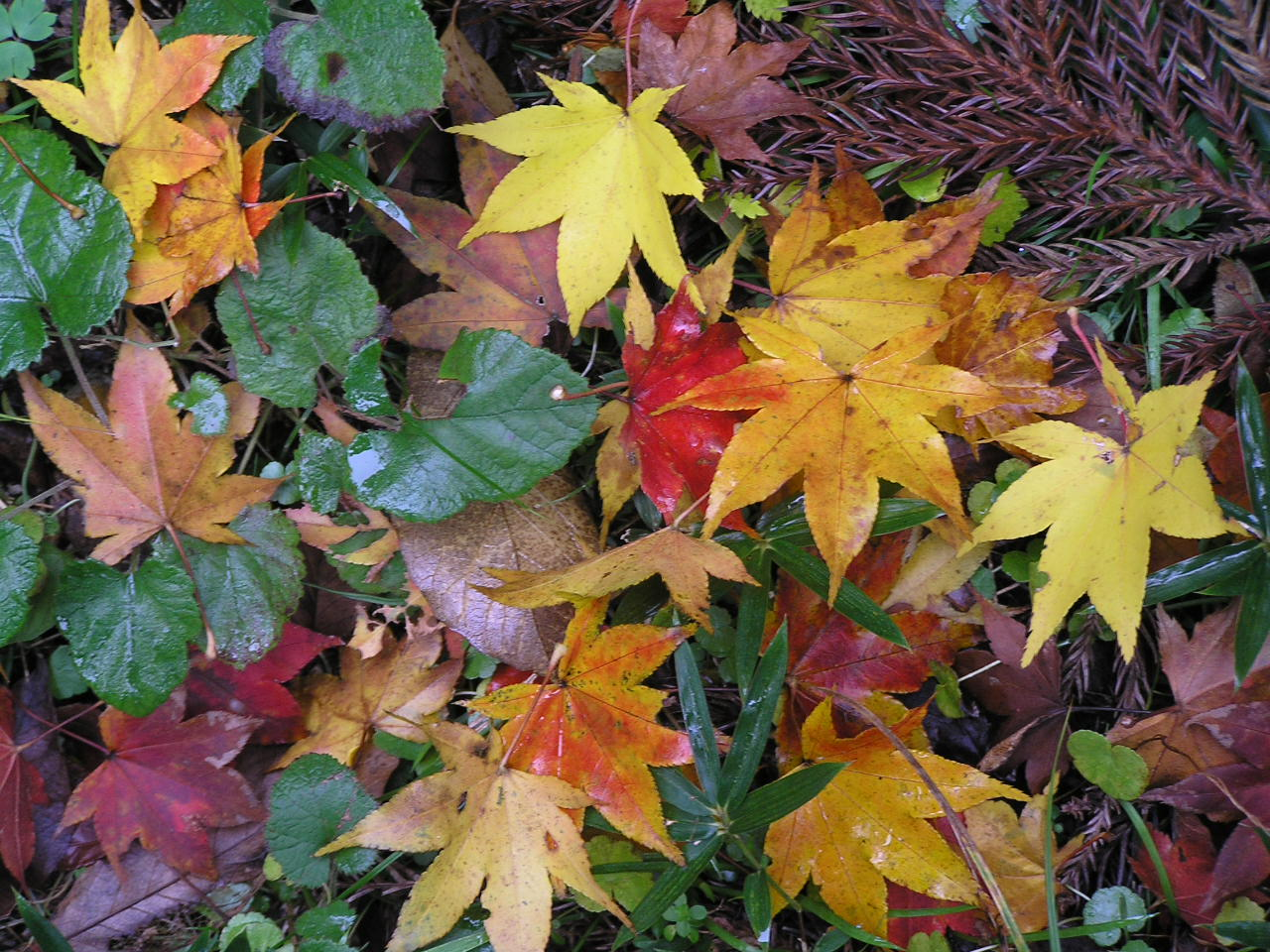
Fulles caigudes d'auró japonès (Acer palmatum) a la tardor.

La senescència foliar constitueix l'etapa final del desenvolupament en vegetals. És un procés degeneratiu programat genèticament en el que es produeixen canvis en l'estructura cel·lular, el metabolisme i l'expressió gènica, que condueixen irreversiblement a la degradació i mort de la fulla. A més, és un procés de reciclatge en què els productes degradats són transportats des de les cèl·lules senescents a altres òrgans amb creixement actiu.

## Regulació
La regulació dels processos de senescència foliar depèn tant de factors endògens com exògens.
Pel que fa als factors endògens, el procés està regulat amb fitohormones, concretament citocinines, per exemple la zeatina, la dihidrozeatina o la isopentiladenina. Les citocinines són sintetitzades a qualsevol part de la planta relacionat amb un procés de desenvolupament amb una intensa divisió cel·lular. Així doncs, viatgen pel floema o pel xilema en funció de la situació de l'òrgan receptor. La seva funció és retardar la senescència, regular la síntesi proteica i causar una mobilització diferencial de nutrients cap als teixits on es troben més concentrades. En canvi, un cop la planta ha estat desenvolupada, la inducció de la senescència la regula l'etilè. L'etilè es produeix a l’arrel i es transporta a les fulles més velles a través del xilema, on s'ocupa d'aturar l'elongació cel·lular. Els factors exògens com la falta de llum o la presència de patògens també provoquen un augment d'etilè i, per tant, alteren el ritme del desenvolupament foliar.
En condicions normals, doncs, durant el desenvolupament foliar l'etilè no pot induir la senescència degut a l'efecte de les citocinines, les quals actuen en presència d'una concentració alta d'auxina, que es redueix al llarg del desenvolupament. Un cop reduït el nombre d'hormones repressores i augmentat el nombre d'hormones promotores, l'etilè inicia el procés de senescència, el qual és irreversible. Entre aquestes hormones promotores hi ha l'àcid abscísic, l'àcid jasmònic, l'àcid salicílic com a promotors principals, i també hi intervenen les gibberel·lines, brassinoesteroides i estrigolactones entre d'altres.
Durant la senescència es produeix una gran quantitat de canvis metabòlics, entre ells la disminució de la taxa fotosintètica, un increment de la respiració, el trencament de membranes cloroplàstiques, la degradació de clorofil·la i àcids nucleics i la síntesi d'alguns pigments i altres proteïnes com amides. A més, la degradació de la clorofil·la revela els carotenoides, com l'antocianina i les xantofil·les, i és la causa del color de les fulles de tardor als arbres de fulla caduca.

## Reciclatge
El nitrogen i el sofre presents a les fulles senescents són transportats i reutilitzats per la planta, als òrgans de creixement i emmagatzematge. Gran part del nitrogen passa a glutamina i asparagina, mentre que el sofre passa a homoglutatió. A diferència dels animals, les plantes formen contínuament òrgans nous, i els òrgans més antics se sotmeten a la senescència de forma altament regulada per maximitzar l'exportació d'aquests nutrients.

## Abscisió foliar
En plantes caducifòlies, la darrera fase de la senescència és l'abscisió, és a dir la caiguda de la fulla. El procés d'abscisió foliar està controlat a la zona del tall des d'abans de la caiguda de la fulla, de manera que es forma una capa anomenada capa de separació i simultàniament també se'n forma una de protecció contra patògens. La capa de separació es forma a la base del pecíol, on per tal de poder separar-se les cèl·lules han de degradar la seva paret cel·lular i la làmina mitjana, mitjançant cel·lulases i enzims hidrolítics. Al perdre les parets cel·lulars desapareix la pressió que aquestes exerceixen, de forma que els protoplasts guanyen volum i acaben creant una pressió que provoca la caiguda de la fulla.